# Tsimihety (peuple)
Cet article concerne le peuple tsimihety. Pour la langue tsimihety, voir Tsimihety (langue).
 (août 2014).
 (août 2014).
- Si vous ne connaissez pas le sujet, laissez ce bandeau (vous pouvez alors contacter les auteurs).
- Si vous supprimez le contenu mis en cause (vous pouvez préalablement contacter les auteurs),

argumentez précisément cette suppression dans la page de discussion
(un manque de référence n'est pas un argument ; une recherche réelle de référence doit avoir été effectuée, être formellement documentée).
Les Tsimihety (ou Antandrona) forment une ethnie de Madagascar. C'est un clan composé d'excellents guerriers au temps des royaumes. Ils se sont opposés au royaume Merina lors de la politique d'unification institué par Andrianampoinimerina et suivi par ses fils. Les Tsimihety – « Ceux qui ne se coupent pas les cheveux »  sont la seule tribu qui ne se laissait pas dominer par les Merinas au XIXe siècle.

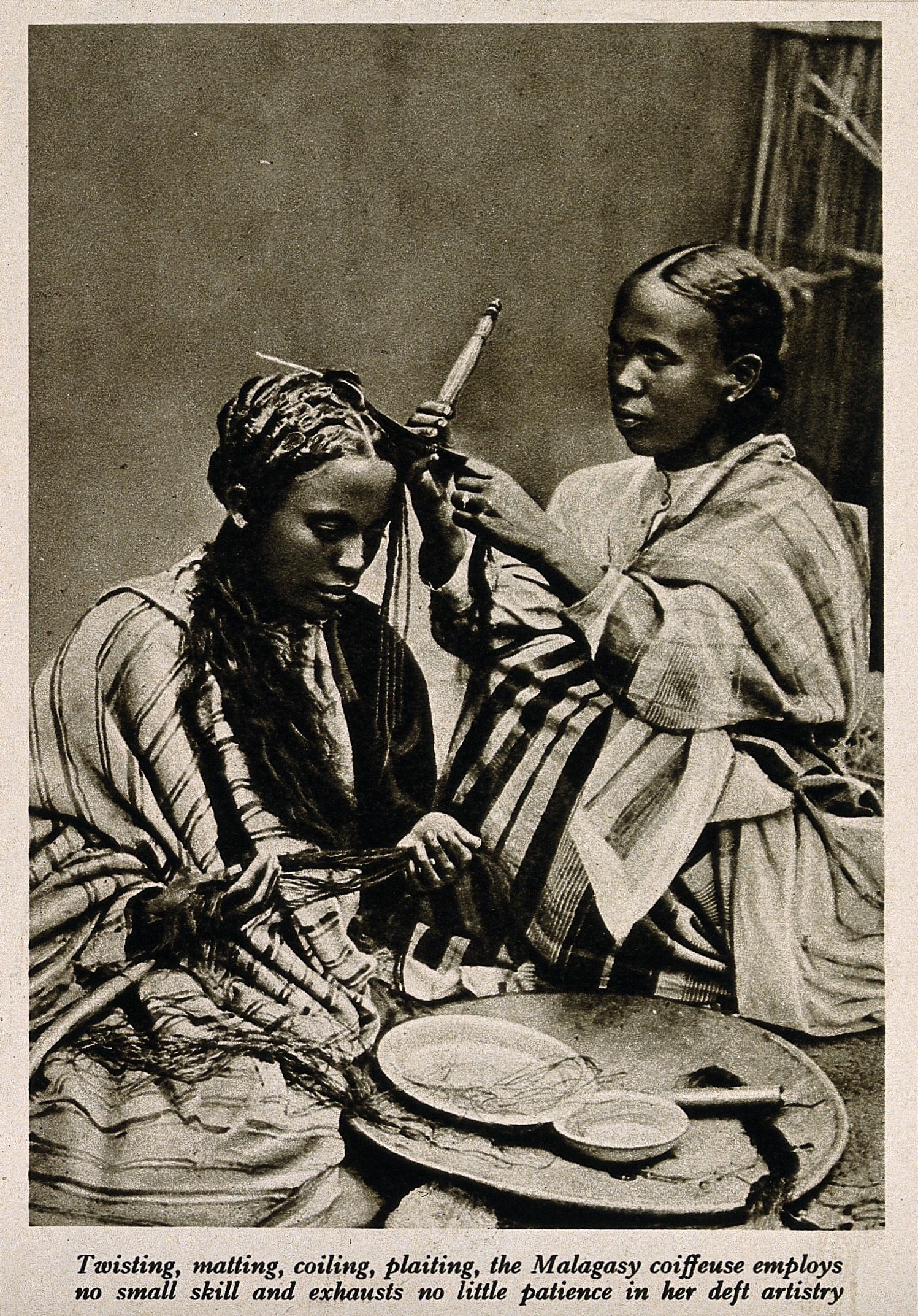
Se couper les cheveux est une coutume malgache pour porter le deuil d’un souverain.

## Localisation
Groupe ethnique de Madagascar, occupant une partie importante du nord de l'île correspondant notamment à la région de l'Androna (d'où l'appellation d'Antandrona servant également à désigner ce groupe), de Mandritsara et de Bealanana. Le territoire traditionnel tsimihety est enclavé entre celui des Antankarana au nord, des Sakalava à l'ouest, des Betsimisaraka à l'est et des Sihanaka au sud c'est-à-dire formé par Mampikony, Boriziny vaovao (Port-Bergé), Antsohihy, Mandritsara, Bealanana, Befandriana-Avaratra. C'est sans doute pour cette raison que, de par leur langue et leurs coutumes, les Tsimihety semblent également occuper une situation intermédiaire.
En 2005, le nombre de Tsimihety était de l'ordre de 1 200 000 personnes.

## Histoire
Le Révérend Père Bira Marc ecclésiastique anglican d’origine tsimihety avait constitué de son vivant à Befandriana-Avaratra une équipe de recherche et réflexion sur la culture et l’histoire tsimihety, en liaison avec le regretté Rakotosaona. Ils nous apporte des informations précieuses concernant les Marondriana qu’il appelle Fanjakana Marosaina des Andriambaloambitelopolo, ce qu’on peut traduire par l’État des Multiples Pavillons (maro saina) des Trente-Huit Nobles.
Les Tsimihety ont instauré un système politique original dans lequel le roi n’avait pas sa place. C'est la seule tribu à n’avoir jamais été administrée et soumise à son autorité. Les Maroandriana sont qualifiés par le terme Andriambaloambitelopolo selon les informations apportées par le R.P Bira Marc dans le livre II de son manuscrit. Ils régnaient dans la vallée du Fahambahy, leur capitale était Fanorahana. Ils tiraient leur origine d’une population autochtone qui vivait dans les grottes qu'ils utilisaient comme lieu de refuge en cas de troubles et d’attaques des ennemis. La plus importante est celle de Sahasarotra, située à 3 km du village de Fanorahana où Andriambazimbabe le fondateur du groupe s’était réfugié avec les siens, longtemps avant que le système politique Maroandriana ne prenne forme. Ils y restèrent pendant une période d’un siècle. D’après le manuscrit de Bira Marc (livre I), ils auraient été les descendants des esclaves romains et des gens venus de l’Est.
Après un siècle de vie dans les grottes d’Andafatra à Sahasaritra, le Mpanazary Rona les en fit sortir et il les conduisit dans la vallée de Vanono où il fonda 38 villages au fleuve Fahambahy, constituant l’État (fanjakana) Marosaina composé de 38 groupes claniques. Le personnage de Rona est qualifié de mpanazary : prophète ou législateur, inspiré par des révélations divines. Rona était à la fois chef religieux et politique, ce qui explique que les Tsimihety n’ont pas eu de rois. Les décisions politiques étaient prises après délibération par le conseil des sojabe (anciens). Le fanjakana Marosaina instauré par le mpanazary Rona traduit un pouvoir collégial, comme son nom l’indique. Rien ne se décide sans passer par le conseil des Andriambaloambitelopolo (les Trente-Huit Nobles). Chacun des Andriambaloambitelopolo veille sur et est garant de la loi du hazary  composée de dix articles (didy folo-karazany). Ils sont qualifiés de gardiens de drapeau (mpitam-body saina) dans le pays. Chaque année les Andriambaloambitelopolo avec le mpanazary organisent une fête où l’on érige le saina, l’emblème du pouvoir. On peut rapprocher cette institution de la fête du tsangan-tsaina ou érection du mât de drapeau chez les Antakarana. Après Rona les mpanazary se sont succédé comme chefs suprêmes, au-dessus des Andriambaloambitelopolo. Le pouvoir religieux reste confondu avec le pouvoir politique. Le choix du chef mpanazary se fait par sa capacité politique. Il est reconnu par les Andriambaloambitelopolo qui sont élus par leur groupe et représentant donc le peuple tout entier. En tant que chef de clan, il est aussi chef spirituel et chef de l’armée, mais il peut déléguer son pouvoir de chef de l’armée à un membre du clan qu’il juge capable.
L’exemple de l’État tsimihety du Manjakamarosaina ou des Andriambaloambitelopolo a pu faire parler de forme républicaine avant l’heure, puisqu’il constitue une alternative historique à l’institution de la monarchie. Et un système d’organisation politique de ce type fut gardé jusqu’à la veille de la colonisation française, y compris à travers la période d’occupation merina.

### Le peuple Tsimihety

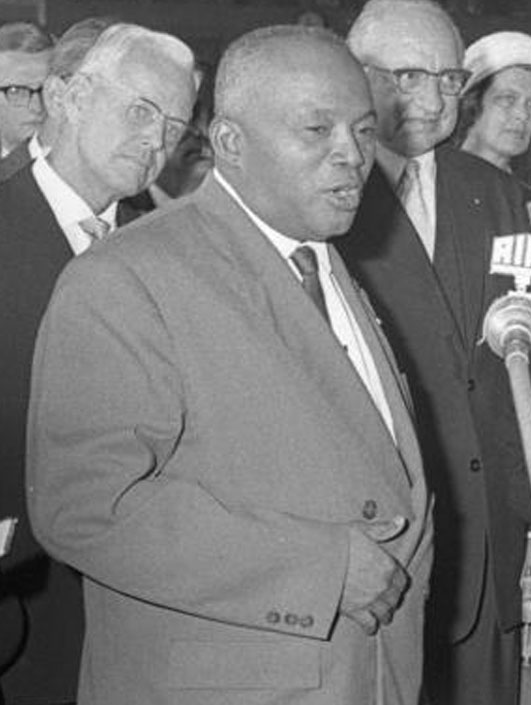
Le premier président de la République malgache, Philibert Tsiranana, est d'origine tsimihety.

Il semblerait ainsi que le nom de tsimihety (« ceux qui ne se coupent pas les cheveux ») vienne du fait qu'ils avaient refusé de porter le deuil de Radama Ier, en faisant allusion à la coutume de se couper les cheveux pour porter le deuil d’un souverain : ce n’est pas un nom venant d'eux mais dont ils furent baptisés par deux voisins eux-mêmes soumis à la royauté. Selon leurs traditions, les hommes et femmes Tsimihety ont porté des cheveux longs à cette époque et ils faisaient également des nattes partant du sommet de la tête et retombant tout autour de leur dos. C’est à la dynastie des Antandroña que l’on attribue le geste de refuser de se couper les cheveux auquel les Tsimihety doivent leur nom.
Trois versions au moins nous sont connues à propos de ce geste mémorable. L’une le situe sans autre précision au temps de ce qu’il est convenu d’appeler « protectorat hova ». Une seconde le situe à la mort de la reine Ravahiny du Boina au début du XIXe siècle. Et une troisième, qui souligne que le nom de Tsimihety fut donné par les Betsimisaraka, le situe au décès d’un souverain du Boina, à un moment où les Antandroña se seraient trouvés pris entre deux feux : d’un côté, à l’ouest, la dynastie sakalava du Boina qui prétendait leur imposer sa suzeraineté et, de l’autre, à l’est, la dynastie betsimisaraka des Zafirabay qui avait la même prétention. D'après les manuscrits du révérend père Bira Marc, ils seraient les descendants des anciens esclaves romains et des gens venus de l'est. En effet, le noyau du groupe se situe sur l'île de Mangabe dans la baie d'Antongil.
Fondée sur un mode de vie communautaire et dirigée par un ensemble de sages nommé Sojabe, l'ethnie n'a jamais connu une organisation politique en royaume ou en chefferie. Cette ethnie fut longtemps mal vue du pouvoir en raison de son attachement à sa liberté de mouvement. Occupant le seuil de Mandritsara, et tournée vers l’est et la baie d’Antongil vers 1900, elle glissa, à la faveur d’une remarquable expansion démographique, vers les plaines du Nord-ouest et Mahajanga, submergeant les Sakalava en déclin. Capables de faire aussi bien du tavy (culture sur brûlis forestier) que des rizières permanentes ou de l’élevage bovin, les Tsimihety ont été aussi la première ethnie « côtière » à faire confiance à l’école des Français pour la formation de nouvelles élites. Ils sont ainsi l’ethnie la mieux représentée à l’école régionale d’Analalava en 1932. À l’époque, ce sont toujours des contestataires qui fournissaient des fidèles au père du nationalisme malgache, Jean Ralaimongo, imprudemment assigné à résidence chez eux à Port-Bergé. Après 1945, les Français comprennent l’intérêt d’une alliance avec les Tsimihety, « peuple fédérateur » par excellence, décrété « républicain » de surcroît pour son rejet ancestral de l’institution monarchique.
Philibert Tsiranana, le premier président de la République malgache, était d'origine tsimihety.

### Filmographie
- North Madagascar (Tsimihety), Tillage of a Rice Field 1964, in Encyclopaedia Cinematographica, Institut für den Wissenschaftlichen Film, Göttingen, 1952-1995, 5'